# Hochmut

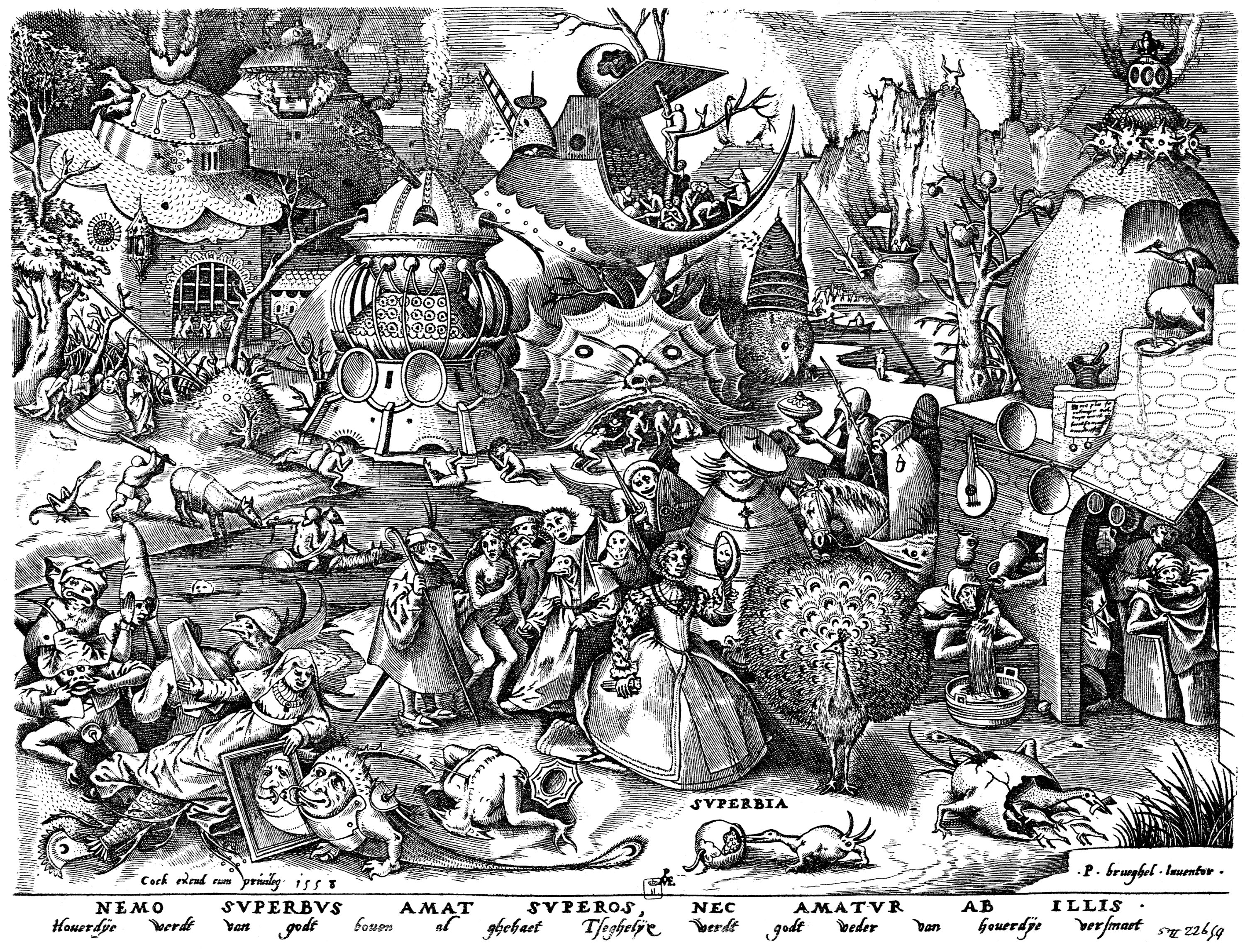
Erste der „sieben Todsünden“: Hochmut

Unter Hochmut (hebräisch גָּאוֹן ga’on; altgriechisch μεγαλοψυχία megalopsychia; lateinisch superbia), auch Anmaßung, Überheblichkeit und Arroganz oder Prätention genannt, wird das Auftreten von Personen verstanden, die ihren  Wert, ihren Rang oder ihre Fähigkeiten unrealistisch hoch einschätzen.
Seit seiner Entstehung in der biblischen Zeit hat das Wort ‒ parallel zur Weiterentwicklung des Menschenbildes ‒ einen beständigen Bedeutungswandel durchlaufen.

## Etymologie
Das Wort geht auf das althochdeutsche Hohmuot zurück. Muot bedeutete ursprünglich so viel wie Stimmung, Hohmuot drückte somit eine hohe Stimmung oder edle Gesinnung aus. Später diente das Wort als Lehnübersetzung des lateinischen superbia. Eine vergleichbare Bedeutung des umfassenden Begriffes Hochmut hat das Wort Arroganz. Etymologisch betrachtet ist es eine seit dem 14. Jahrhundert belegte Entlehnung aus lat. arrogantia. Dem Wort liegt das lat. Verb ar-rogare zugrunde, das im übertragenen Sinne die Bedeutung von sich anmaßen erhalten hat. Deswegen wird Arroganz auch mit dem Wort Anmaßung übersetzt. Gegen Ende des 19. Jahrhunderts gab es für Arroganz folgende lexikalische Bedeutungen: Anmaßung, Hochmut, Dünkel. Und zu diesem Bedeutungskreis gehört auch der Standesdünkel.
Zu dem Substantiv Arroganz ist um 1700 infolge eines französischen Einflusses das Adjektiv arrogant aufgekommen. Die deutsche Übersetzung für das französische Wort lautet dünkelhaft, überheblich, eingebildet. Das deutsche Adjektiv dünkelhaft ist abgeleitet vom Wort dünken, wonach – im übertragenen Sinne – etwas den Anschein hat. Wenn es sich beim Anschein beispielsweise um eine Fehleinschätzung eigenen Könnens und eigener Kompetenzen handelt, dann kann bei einer Person eine Form von Selbstüberschätzung vorliegen. Diese Verhaltensweise eröffnet möglicherweise andere Problemfelder, die unter den Begriffen Anstand, Höflichkeit, Eitelkeit, Narzissmus und soziale Distanz dargestellt werden. Eine extreme Form der Selbstüberschätzung wird Hybris genannt.
Die neue Konkordanz zur Einheitsübersetzung der Bibel verzeichnet unter dem Begriff Stolz folgende Wörter: Anmaßung; Hochmut, hochmütig; Hoffart; Überheblichkeit, überheblich; Übermut, übermütig; Vermessenheit, vermessen.

## Zitat
„Hoffart kommt vor dem Sturz / und Hochmut kommt vor dem Fall.“

## Begriffsgeschichte

### Judentum
Bereits im Alten Testament finden sich zahlreiche Textstellen, in denen der Hochmut gebrandmarkt wird. Der bekannteste Satz steht in den Sprüchen Salomos: „Wer zu Grunde gehen soll, der wird zuvor stolz; und Hochmut kommt vor dem Fall.“ (Spr 16,18 ). Hebräisch גָּאוֹן (ga’on) und latein. superbia werden als „Hochmut“, „Hoffart“, „Selbstüberhebung“, „Stolz“ und „Arroganz“ übersetzt. Das Alte Testament stellt unmissverständlich klar, dass allein Gott groß ist: „Der Anfang der Hoffart des Menschen ist Abfall von Gott: wenn sein Herz von seinem Schöpfer weicht. Und die Hoffart ist der Anfang aller Sünde: wer darin verharrt, wird mit Fluch überhäuft und zuletzt gestürzt“ (Sir 10,14‒15 ). „Demütige deinen Stolz ganz tief, denn was den Menschen erwartet ist die Verwesung“ (Sir 7,17 ).

### Griechische und römische Antike
Aristoteles hat in seiner Nikomachischen Ethik das Konzept der megalopsychia (μεγαλοψυχία; „Hochsinn“, „Großgesinntheit“, „Seelengröße“) entwickelt, des angemessenen Selbstbewusstseins und des berechtigten Stolzes. Aristoteles hielt die Megalopsychia für eine bedeutende Tugend und behielt diesen Begriff Personen vor, die großer Dinge würdig seien. Megalopsychia ist die Selbstwertschätzung des Menschen, der sich in seinem Streben nach ethischen Tugenden für ehrenwert erachten kann. Wer nur kleiner Dinge würdig sei und dies realistisch einschätze, sei nicht großmütig, sondern lediglich besonnen. Wer sich tiefer stelle, als ihm zustehe, sei „kleinmütig“. Den umgekehrten Fall markiert die chaunótēs (χαυνότης; „Torheit“, „Stolz“, „Aufgeblasenheit“): „Wer sich großer Dinge für würdig hält, ohne es zu sein, ist aufgeblasen“.
Drei Jahrhunderte später stellte Cicero die Magnanimitas („Hochherzigkeit“, „Seelengröße“) neben die Tapferkeit (fortitudo) und erklärte diese Verbindung zur Kardinaltugend, besonders zur Tugend des guten Staatsmannes. Ihre Kennzeichen seien der Einsatz für das sittlich Gute, die Sorge für Mitmenschen und Gemeinwesen, die Geringschätzung äußerer Werte (besonders des Geldes) und Gleichmut, mit der die wunderlichen Wirren des Schicksals ertragen werden. Die Magnanimitas ist also im starken Gegensatz zum Hochmut zu sehen. Unbescheidenheit beschrieb Cicero als eine Degenerationsform von Hochsinn: „Und auch im Glück, da alles nach unseren Wünschen läuft, wollen wir ganz besonders Übermut, Geringschätzung und Anmaßung meiden. Denn es zeugt von Haltlosigkeit, wie das Unglück auch das Glück unbeherrscht zu ertragen, und vortrefflich sind in jeder Lebenslage Ausgeglichenheit, wie wir es von Sokrates und ebenso von C. Laelus gehört haben.“ () Im ersten Jahrhundert n. Chr. hat Seneca auf eine weitere Stärke der Magnanimitas hingewiesen: sie mache den Menschen widerstandsfähig gegen äußere Angriffe; ein hochherziger Mensch werde niemals der Meinung sein, dass ihm eine Schmähung zugefügt werde.
Der bereits bei Homer gebräuchliche Begriff der Hybris bezeichnete, wie Walter Arnold Kaufmann aufgewiesen hat, weder ein Laster noch ein Gefühl, sondern den frevelhaften Charakter einer Handlung, und hat mit Hochmut insofern nur indirekt zu tun.

### Frühes Christentum

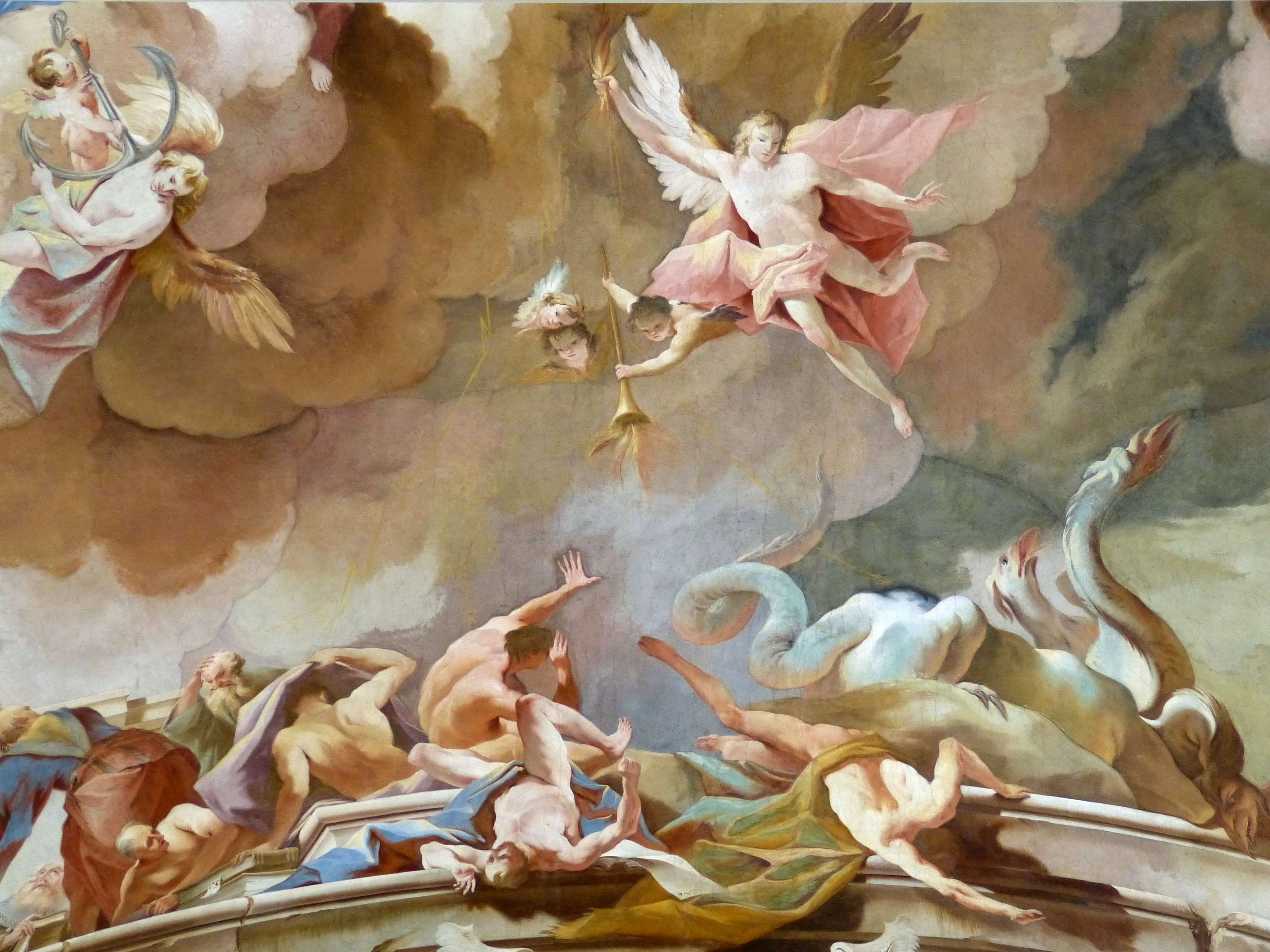
Fall der Laster, Klosterkirche Fürstenzell (Niederbayern)

Das christliche Neue Testament führte die jüdische Lehre zunächst geradlinig fort: „Denn wer sich einbildet, etwas zu sein, obwohl er nichts ist, betrügt sich selbst.“ (Gal 6,3 ). Hochmut ist die Weigerung des Menschen, die Herrschaft anderer (und sei es die Herrschaft Gottes) über sich anzuerkennen. Als – vermutlich von Euagrios Pontikos ausgehend – im 4. und 5. Jahrhundert die christliche Achtlasterlehre entstand, war der Hochmut von Anfang an Teil davon. Während Johannes Cassianus den Hochmut um 420 aber noch als das geringste Laster der acht Hauptlaster eingestuft hatte, stellte Gregor I. den Hochmut im 6. Jahrhundert an die Spitze.
Beeinflusst war diese Neubewertung von Augustinus, der den Hochmut unter anderem in seinem Hauptwerk De Trinitate als das verwerflichste Laster bezeichnet hatte. Gegenüber dem alttestamentlichen Konzept vom Hochmut als Aufbegehren gegen den Machtanspruch Gottes vertrat Augustinus freilich einen verfeinerten Begriff, der die christliche Erlösungslehre inkorporiert hatte: Der Hochmütige begehrt gar nicht so sehr gegen Gott auf, aber er glaubt sich aus eigener Kraft entsündigen zu können. Weil er sich damit der Erlösung durch den Heiland Jesus Christus zu entziehen sucht, die das Fundament der christlichen Lehre bildet, befindet er sich zum göttlichen Gesetz im maximalen Widerspruch.

### Mittelalter

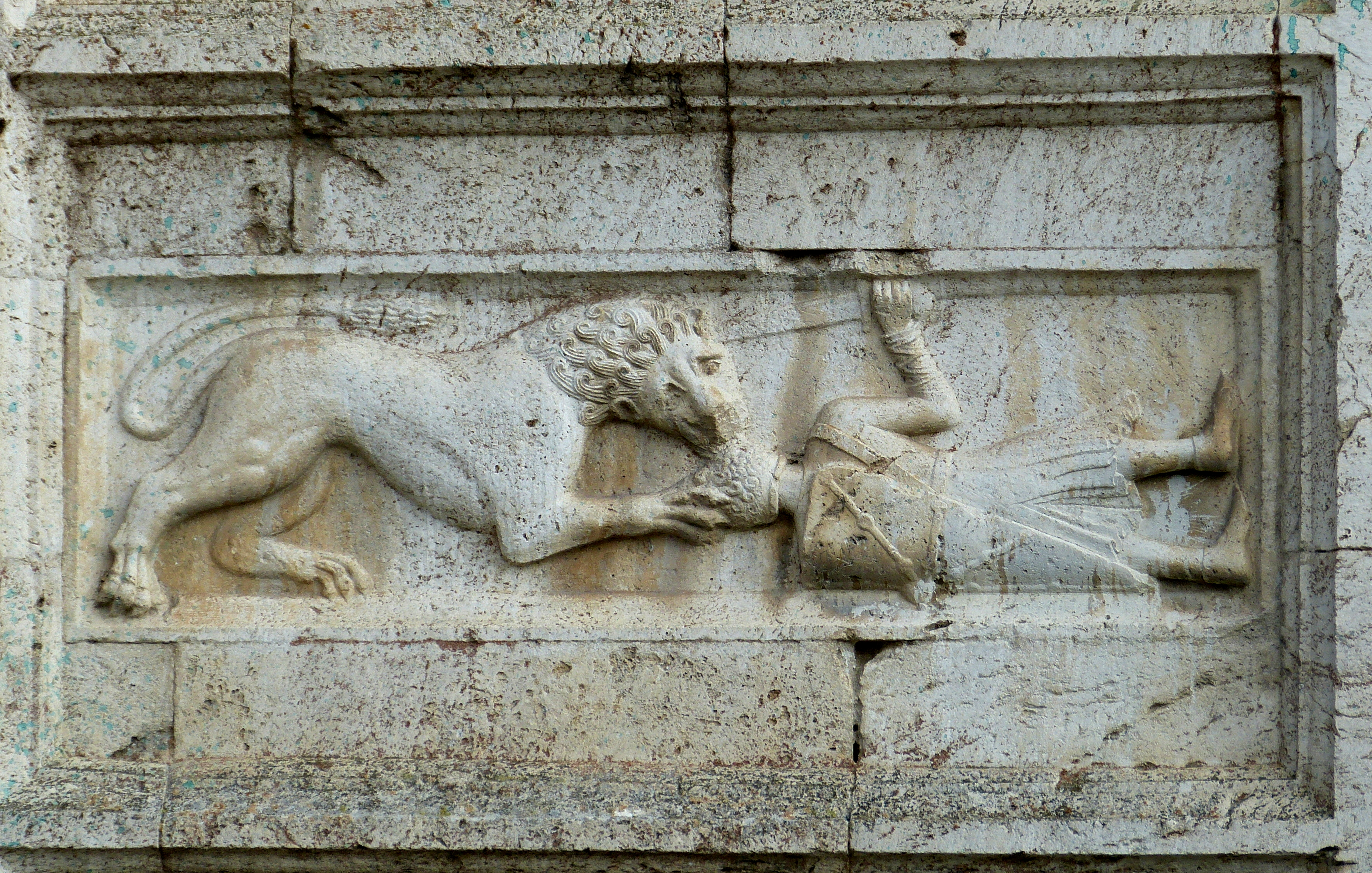

Im Mittelalter wurde die Magnanimitas in Teilen der Kultur erneut aufgewertet und erhielt vorübergehend etwas von dem Glanz zurück, den sie in der Antike besessen hatte.
Einen Beitrag dazu leistete im 13. Jahrhundert Thomas von Aquin, der sich wie kein anderer Kirchenlehrer um eine Versöhnung des christlichen Denkens mit dem der Griechen bemüht hat. Thomas stand zwar in der Tradition Augustinus’ und hielt ‒ mit Jesus Sirach 10.15 ‒ den Stolz (superbia) für den Ursprung aller Sünde. Das Fundament für das christliche Stolzverbot erblickte er in den Zehn Geboten, von denen bereits die ersten vor allem den einen Zweck verfolgen: den Menschen dem Willen Gottes zu unterwerfen, damit er Gottes Gesetz erfülle. Andererseits unterschied Thomas klar zwischen superbia und der aristotelischen magnanimitas (Hochherzigkeit), wobei er der Hochherzigkeit nunmehr eine christliche Deutung verlieh: „Wenn Gott einem Menschen das Geschenk einer Tugend mache und ihn großer Dinge für wert halte, dann sei es Sache des betreffenden Menschen, Gottes Geschenk gerecht zu werden und nach einem guten Gebrauch der Tugend zu streben.“ Ein Mensch, der hochherzig eine Tugend umzusetzen suche, könne ‒ wenn er sich seiner eigenen Mängel bewusst ist ‒ gleichzeitig Demut empfinden. Hochherzigkeit und Demut bilden insofern keinen Gegensatz.
Im Mittelhochdeutschen erschien ‒ als Lehnübersetzung der Magnanimitas ‒ erstmals das Wort hôchmuot. Der Wortbestandteil -muot bzw. -mut bedeutet hier „Gemüt“ und „Gemütszustand“. Die Wortbildung erfolgte nach demselben Muster wie bei den Wörtern Übermut, Schwermut oder Wankelmut.
Die aristokratische Ritterkultur des süd- und mitteldeutschen Raumes verdrängte diesen mit Sündhaftigkeit behafteten Terminus jedoch bald und setzte an seine Stelle den hôhen muot, also die freudige Lebenserhöhung, das Selbstwertbewusstsein und das Streben nach hohen Dingen, als dessen Motor nicht zuletzt die Hohe Minne fungierte. Der Hohe Mut ‒ eine Wiederbelebung der antiken Magninimitas, der beherrschten Selbstachtung ‒ war ein rein adliges Privileg.
Als die Ritterkultur im 14. und 15. Jahrhundert an Bedeutung verlor, trat in der Literatur an die Stelle des „Hohen Mutes“ erneut das Konzept des sündhaften Hochmuts.

### Frühe Neuzeit
Martin Luther übersetzte das lateinische Magnanimitas 1545 noch als „stolzer Mut“.

### Wertung der römisch-katholischen Kirche
Für die römisch-katholische Kirche ist Stolz (so der Weltkatechismus, KKK 1866) resp. Hochmut, Hoffart oder Überheblichkeit, lat. superbia, die erste der sieben Hauptsünden oder, bei Thomas von Aquin, eine Wurzelsünde noch über den Hauptsünden (Thomas listet bei den letzteren stattdessen die verwandte Eitelkeit). Stolz ist nach Thomas „ein ungeordnetes Streben nach eigenem Herausragen“. Nach St. Gregor kommt Stolz in vier Formen vor: 
1. das Gute, das man besitzt, sich selbst zuzuschreiben;
2. es zwar auf Gott zurückführen, aber auf Rechnung der eigenen Verdienste setzen;
3. sich Vorzüge beilegen, die man nicht besitzt;
4. Vorzüge, die man besitzt, mit Selbstgefälligkeit und Verachtung anderer hervorkehren.[24]

Dagegen ist Selbstachtung ebenso wie die Achtung des Mitmenschen eine positive Pflicht, bestehend „in der richtigen Schätzung dessen, was wir an uns und anderen finden, und in der aufrichtigen Anerkennung des Wertes oder Unwertes desselben, verbunden mit dem Wunsche und Bestreben, das Wertvolle und Würdige zu erhalten und zu schützen, das Unwürdige aber zu entfernen.“

„Geltung, Ansehen und Macht werden aber zur Bedrohung, wenn das Geltungs- und Machtstreben entartet. Der eine wird aus Geltungssucht zum Streber. Er denkt nur an seine Karriere und schiebt rücksichtslos alles beiseite, was ihm im Wege steht. Er ist sogar bereit, Glauben und Religion aufzugeben, wenn er dadurch sein Ziel erreichen kann. Ein anderer stellt sich in überheblichem Stolz über alle anderen; er nützt seine Position aus und wird zum Tyrannen. Ein dritter schließlich verliert in falschem Vertrauen zu sich selbst das Vertrauen zu allem, auch zu Gott. Er meint, man könne sich auf niemand verlassen.“

## Sozialgeschichtliche Perspektive
Hochmut-Kritik wendet sich im Falle der Ständegesellschaft kritisch gegen den Adel und auch den Klerus; der Vorwurf richtet sich gegen Elemente der adligen Etikette und deren Benutzung als Werkzeug der sozialen Exklusion. Der pejorativen Bedeutung liegt jedoch wortgeschichtlich ein durchaus positiver Begriff zugrunde: Hochmut meint ursprünglich mhd. hohen Mut, also Hochgestimmtheit, und ist Ausdruck der begleitenden Gestimmtheit einer vornehmen Gesinnung.
In der Herausbildung des modernen Individualismus kommt es mit der Abkehr von christlichen Tugenden und dem Wandel des Selbst- und Weltverständnisses des Menschen entsprechend zu einem weiteren Bedeutungswandel. An die Stelle des Hochmuts tritt in modernen Gesellschaften so die Arroganz, hier auch stellvertretend für im Gegensatz zum Hochmut gängigere Bezeichnungen. Diese Arroganz sieht von gesellschaftlichen Strukturen (Stände, Klassen) eher ab, zugunsten der Betonung eines Konfliktes zwischen de iure gleichberechtigten Individuen, die in persönlichem Selbstwertempfinden und sozialem Geltungsanspruch vor dem Hintergrund eines auseinandergehenden Wertpluralismus streitig aneinandergeraten: Die Eindeutigkeit christlicher Wertvorstellung bezüglich des Hochmuts wird von einem ambivalenten Begriff abgelöst, der diesen (in Ermangelung eines allgemeinverbindlich anerkannten Wertekanons) unauflösbaren Konflikt zwischen der grundlegenden Gleichheitsforderung und der mehr oder minder realitätsgerechten oder angemaßten persönlichen Überlegenheit (Vergleich dazu „Coolness“ als zeitgemäßes Persönlichkeitsideal) eines Einzelnen allenfalls pathologisieren und ihm als Narzissmus therapeutisch begegnen kann: Der Narzissmus des Einen (war und) ist gegenmächtig die Arroganz (der Hochmut) des Anderen.

## Kulturelle Perspektive
Welches Verhalten als hochmütig empfunden wird, ist nicht zuletzt kulturell geprägt. So hat Margaret Mead beobachtet, dass Briten US-Amerikanern häufig Angeberei vorwerfen, während umgekehrt Amerikaner Briten als hochnäsig empfinden. Bei genauerem Hinsehen erwies es sich, dass junge Menschen in den Vereinigten Staaten von früh auf lernen, sich und ihre Erfolge gut zu präsentieren, während junge Briten im Gegenteil lernen, sich bescheiden zu geben. Das Verhalten der Amerikaner (das diese selbst als Ausdruck von Offenheit und Geradlinigkeit sehen) wird von den Briten dann als prahlerisch wahrgenommen, während die Amerikaner das britische Understatement (das als Ausdruck von Bescheidenheit gemeint ist) als Zeichen von Arroganz empfinden.
Die Umerziehung einer hochmütigen oder allzu selbstbewussten Person ist ein häufig vorkommendes Thema in der Literatur und in anderen Medien. Beispiele:
- Der Widerspenstigen Zähmung, Komödie von William Shakespeare
- Die Wirtin zum Weißen Rößl, deutscher Spielfilm von 1943

## Psychologische Perspektive
Manche Sozialpsychologen haben insbesondere die Arroganz als Distanz aus Unsicherheit beschrieben. „Vieles, was nach außen als Anmaßung und Hochmut erscheint, ist in Wirklichkeit Unsicherheit oder gar Angst.“ Daneben werden jedoch Hochmütige beobachtet, die keinerlei Anzeichen von innerer Unsicherheit aufweisen. „Arrogante, hochmütige Verhaltensweisen und Attitüden“ gelten nach der ICD-10-Klassifikation als allgemeine Kriterien für eine narzisstische Persönlichkeitsstörung (F60.80).